# Nikolai Sokoloff
Nikolai Grigoryevich Sokoloff (28 de mayo de 1886-25 de septiembre de 1965) fue un director de orquesta y violinista ruso nacionalizado estadounidense.

## Biografía
Nació en Kiev y estudió música en la Universidad de Yale. De 1916 a 1917 fue director musical de la San Francisco People's Philharminic Orchestra, donde insistió en incluir mujeres en la formación y pagarles los mismos salarios que recibían los hombres. Antes de ser nombrado primer director musical de la Orquesta de Cleveland, Sokoloff se desempeñó como violinista en la Orquesta Sinfónica de Boston y como concertino en la Orquesta Sinfónica Rusa, que en ese momento tenía su sede en Nueva York. Durante la Primera Guerra Mundial viajó a Europa para ofrecer recitales a las topas. En 1918 conoció la pianista Adella Prentiss Hughes en Nueva York. Después de que Hughes escuchó a Sokoloff hablar sobre la necesidad de que los niños de las escuelas públicas estuvieran expuestos a orquestas profesionales, ella lo animó a mudarse a Cleveland. Al principio, su función era estudiar la educación musical en las escuelas públicas de la ciudad. Pronto, sin embargo, Hughes y Sokoloff, junto con John L. Severance, vicepresidente de la Asociación de Artes Musicales (fundada por Hughes en 1915), estudiaron la posibilidad de establecer una orquesta permanente en Cleveland.
Como resultado, se formó la Orquesta Sinfónica de Cleveland (más tarde rebautizada como Orquesta de Cleveland) y el conjunto dio su primer concierto el 11 de diciembre de 1918 en el Grays Armory de Cleveland. Sokoloff se desempeñó como director musical de la orquesta durante catorce años, hasta 1932. Durante su mandato, amplió tanto el número de músicos como el número de programas en su serie de conciertos de temporada. También organizó diferentes giras de la formación por todo el país. Además, Sokoloff dirigió la Orquesta en su primer proyecto de grabación: una interpretación en 1924 de la Obertura 1812 de Tchaikovsky, con el sello Brunswick Records.
En la segunda temporada de la Orquesta, el conjunto se trasladó al Auditorio Masónico, que siguió siendo su hogar hasta la finalización del Severance Hall en 1931. Bajo el liderazgo musical de Sokoloff, la ciudad tuvo su propia orquesta aunque durante sus últimos años, la imagen del director se vio empañada por la prensa negativa sobre su personalidad, estilo de dirección y falta de cordialidad. Cuando se le preguntó a Sokoloff si "tenía algo que decirle a Cleveland antes de irse", este comentó: "Dígales buena suerte y que lo he pasado bien".
Entre 1935 y 1938 dirigió el Federal Music Project, un programa New Deal que empleaba músicos para educar al público sobre la música. De 1938 a 1941 dirigió la Orquesta Sinfónica de Seattle y en 1941 fundó la Sociedad de Música de Cámara (ahora conocida como La Jolla Music Society) en La Jolla (California).